# Oviedo
Oviedo (astursky Uviéu) je město v severním Španělsku, hlavní město autonomního společenství a zároveň provincie Asturie. Bylo založeno roku 761 a žije zde přibližně 221 tisíc obyvatel. To je sice o něco méně než v nedalekém Gijónu, ale Oviedo těží ze svého postavení tradičního kulturního střediska Asturie. Ve městě působí fotbalový klub Real Oviedo.
Oviedo leží v údolí řek Nalón a Nora, pod dominantou hory Monte Naranco (634 m n. m.) Vzdálenost od Atlantiku je asi 30 km.

## Název a titul
Původ názvu je nejasný a navrhovaných vysvětlení existuje několik. Název Oviedo může pocházet z latinského Urbs vetus (staré město) či Ovis (ovce), z Iovetano odkazujícího k bohu Jupiterovi, z výrazu Albetum (bělostné), Alvetium (místo oplývající potoky) či z dávného keltského označení.
Oviedo se honosí titulem „vznešené, věrné, zasloužilé, neporažené, hrdinné a dobré město Oviedo“ (La muy noble, muy leal, benemérita, invicta, heroica y buena ciudad de Oviedo).

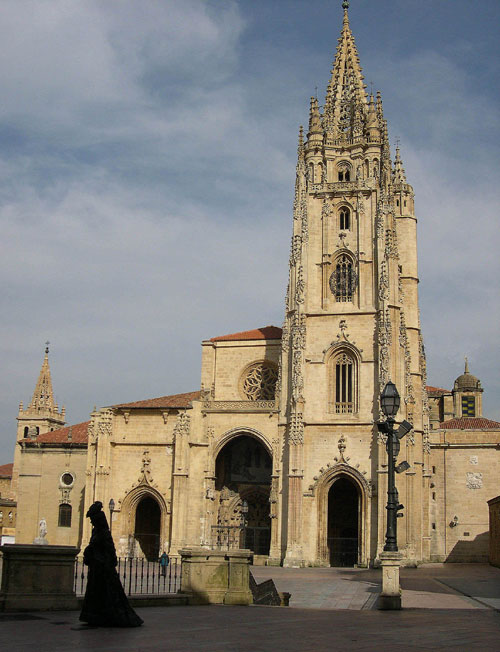
Průčelí oviedské katedrály

## Dějiny
Oviedo založil roku 761 v již dříve osídleném místě Fruelo I. Asturský, syn Alfonsa I. V 9. století sem Alfons II. Asturský přenesl z Cangas de Onís do Ovieda sídelní město Asturského království, pod nějž tehdy spadala i Galicie, část Kastilie a další území. Vzniklo zde také biskupství. Zbytky hradeb z této doby jsou patrné dodnes. Tehdy také začali proudit první poutníci po Svatojakubské cestě, jejíž nejfrekventovanější větev dnes vede jižněji.
Během Reconquisty, kdy se křesťanské území rozšiřovalo na jih, se Oviedo postupně ocitlo na periferii a jeho význam upadal; Asturie se stala součástí Leónského království a posléze Kastilie, roku 1388 však Jindřich III. Kastilský vyhlásil Asturské knížectví, které formálně existuje dodnes.
Roku 1521 postihl město požár. V roce 1608 byla založena univerzita. Následující století bylo spojeno především s postavou osvícence otce Feijoa. V 19. století Oviedo zažilo rychlý rozvoj spojený s výstavbou železnic a cest a s industrializací, která zde proběhla dříve a výrazněji než v jiných částech Španělska.
V říjnu 1934 zde proběhl pokus o socialistickou revoluci; na začátku Španělské občanské války se plukovníku Arandovi podařilo odlákat republikány na pomoc Madridu, poté se přidal k nacionalistům; Oviedo tak bylo jediným severošpanělským městem v jejich rukou. Republikáni je neúspěšně obléhali 90 dní (červenec–říjen 1936). Během bojů ve 30. letech utrpěly některé zdejší památky včetně katedrály.
Během druhé poloviny 20. století se zdvojnásobil počet obyvatel a přesáhl dvousettisícovou hranici. Oviedo a Asturii však téměř nezasáhla vlna imigrace do Španělska v počátcích 21. století.

## Kultura, pamětihodnosti, osobnosti

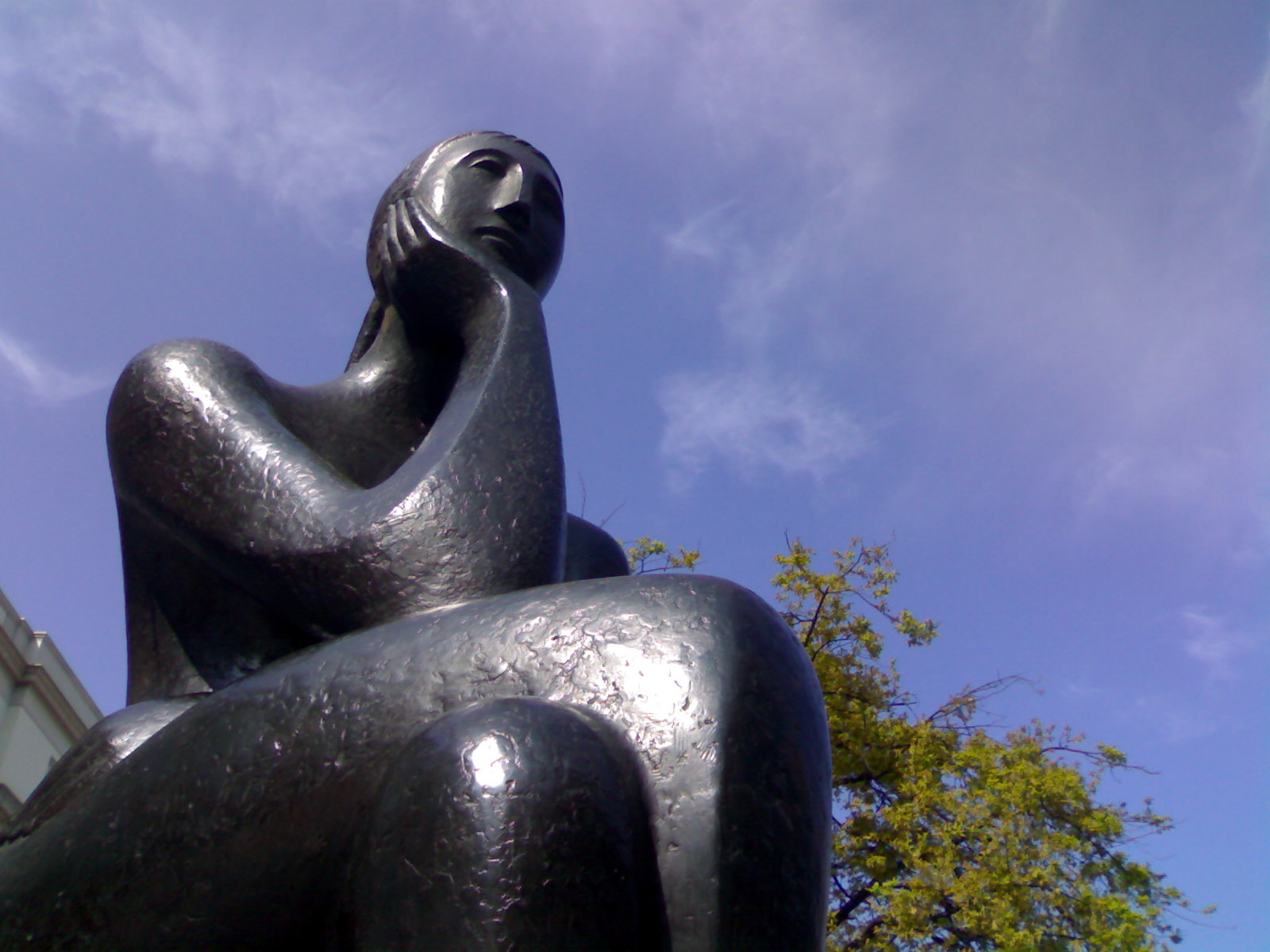
José Luiz Fernándezː Myslitelka, bronz; jedna ze soch v ulicích

Dominantou města je převážně pozdně gotická katedrála svatého Salvátora ze 13.–16. století. Zde je uchovávána tzv. rouška z Ovieda, do které byla údajně zavinuta Kristova hlava po jeho smrti na kříži. Další významnou stavbou je klášter Sv. Vincenta, kde dnes sídlí jednak Archeologické muzeum Asturie, jednak fakulta psychologie významné Oviedské univerzity, založené již v roce 1608. Na prostranství před budovou stojí pomník osvícenského mnicha a spisovatele Benita Jerónima Feijoa, který zde působil a zemřel.
Nejdůležitější fiestou je svátek sv. Matouše (21. září) s mnoha koncerty, ohňostroji, průvody. V ulicích města můžeme potkat nezvyklé množství soch a památníků: vedle klasických pomníků osobností se jedná např. o sochy tradičních zemědělců, Mateřství od F. Botera, Monumentální zadnici, sochu Cestovatele či Woody Allena, který do Ovieda umístil velkou část děje svého filmu Vicky Cristina Barcelona.

## Osobnosti
- Alfons II. Asturský, (761/768– 842), vizigótský král Asturie, zde se narodil i zemřel
- královna Letizia Španělská, narodila se zde
- Ramón Pérez de Ayala  (1880-1962), spisovatel a literární kritik
- Fernando Alonso (* 1981), jezdec Formule 1
- Samuel Sánchez, cyklista

## Světové dědictví UNESCO

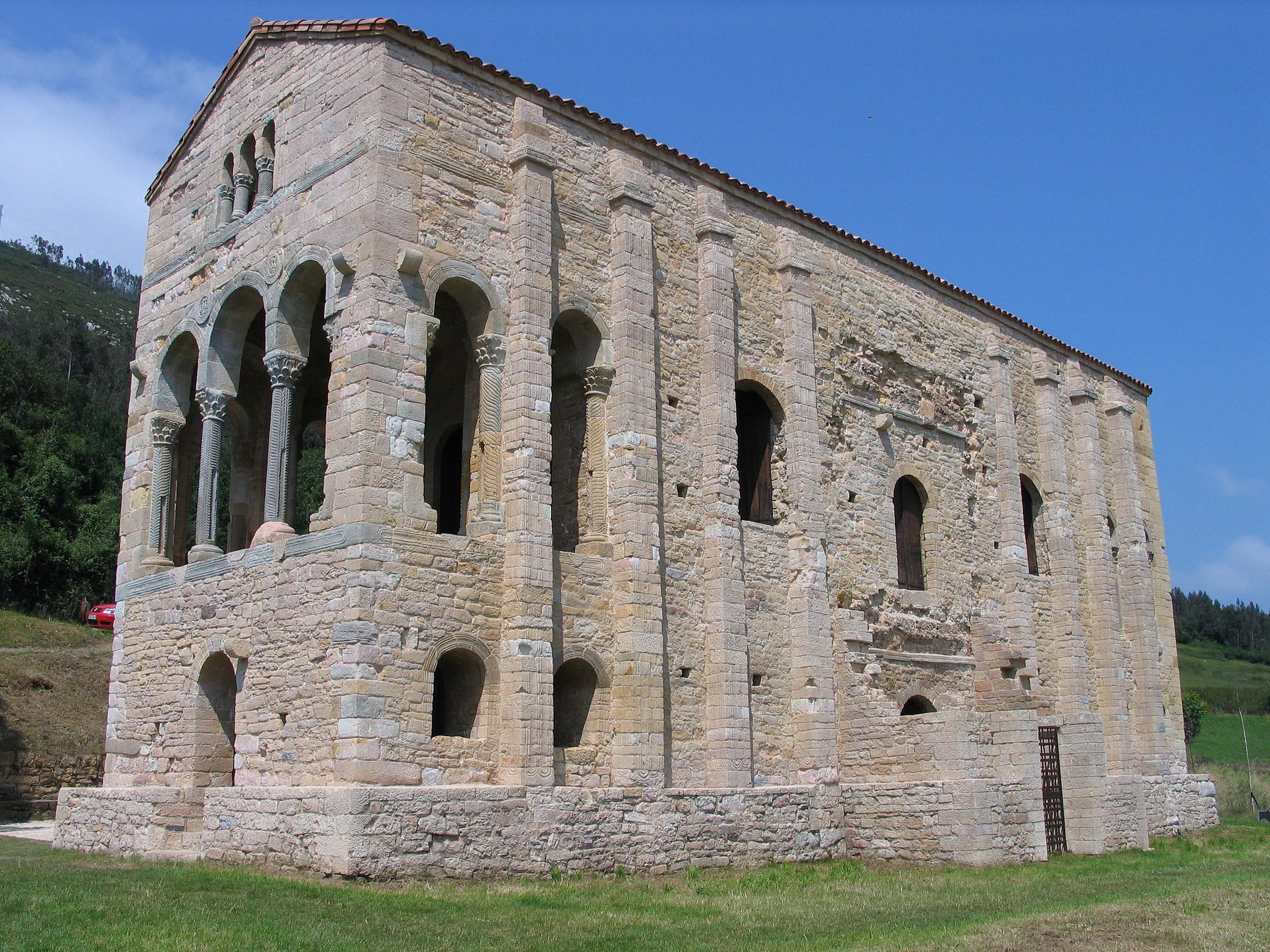
Předrománský palácový kostel Santa María del Naranco

Součástí zdejší katedrály je prerománská kaple Cámara Santa z 9. století. Ta je od roku 1985 spolu s kostelíkem San Julián de los Prados, fontánou Foncalada a třemi kostelíky poblíž města (Santa Cristina de Lena, San Miguel de Lillo a Santa María del Naranco) součástí světového dědictví UNESCO.
| Kód     | Budova                   | Lokalizace                      |
| ------- | ------------------------ | ------------------------------- |
| 312-001 | San Miguel de Lillo      | 43°22′49″ s. š., 5°52′6″ z. d.  |
| 312-002 | Santa María del Naranco  | 43°22′45″ s. š., 5°51′57″ z. d. |
| 312-003 | Santa Cristina de Lena   | 43°7′38″ s. š., 5°48′52″ z. d.  |
| 312-004 | kaple Cámara Santa       | 43°21′44″ s. š., 5°50′34″ z. d. |
| 312-005 | San Julián de los Prados | 43°22′4″ s. š., 5°50′14″ z. d.  |
| 312-006 | fontána Foncalada        | 43°21′55″ s. š., 5°50′46″ z. d. |

## Hospodářství a doprava
Oviedo leží na jižním cípu trojúhelníku centrální asturské aglomerace (s městy Gijón a Avilés a dalšími obcemi zde žije přes 800 000 obyvatel), jejíž sídla jsou hustě propojena silnicemi i železnicemi. Železniční dopravu zajišťuje jednak RENFE na širokém rozchodu kolejí (příměstská síť a dálkové spoje Madrid–Gijón), jednak společnost FEVE na úzkém metrovém rozchodu (příměstská síť a spoje do Santanderu a galicijského Ferrolu); obě využívají společné hlavní nádraží.
Asturské mezinárodní letiště leží asi 30 km severozápadně. Dopravu ve městě zajišťuje 13 autobusových linek a jedna noční.

## Partnerská města
- Bochum, Německo (1980)
- Buenos Aires, Argentina (1983)
- Clermont-Ferrand, Francie (1988)
- Jersey City, Spojené státy americké (1998)
- Santa Clara, Kuba (1995)
- Santiago de Compostela, Španělsko (1993)
- Tampa, Spojené státy americké (1991)
- Valparaíso, Chile (1973)
- Veracruz, Mexiko (1983)